# Prozolanapiron-II oksidaza
Prozolanapiron-II oksidaza (EC 1.1.3.42, Sol5, SPS, solanapironska sintaza, prozolanapironska II oksidaza) je enzim sa sistematskim imenom prozolanapiron-II:kiseonik 3'-oksidoreduktaza. Ovaj enzim katalizuje sledeću hemijsku reakciju
prosolanapiron II + O2 {\displaystyle \rightleftharpoons } prosolanapiron III +H2O2
Ovaj enzim učestvuje u biosintezi fitotoksina solanapirona u nekim gljivama. On je bifunkcionalani enzim koji katalizuje oksidaciju prozolanapirona II i naknadnu Diels Alderovu cikloizomerizaciju produkta prozolanapirona III do (-)-solanapirona A (cf. EC 5.5.1.20, prozolanapiron III cikloizomeraza).

## Literatura
- Nicholas C. Price; Lewis Stevens (1999). Fundamentals of Enzymology: The Cell and Molecular Biology of Catalytic Proteins (Third изд.). USA: Oxford University Press. ISBN 019850229X.
- Eric J. Toone (2006). Advances in Enzymology and Related Areas of Molecular Biology, Protein Evolution (Volume 75 изд.). Wiley-Interscience. ISBN 0471205036.
- Branden C; Tooze J. Introduction to Protein Structure. New York, NY: Garland Publishing. ISBN 0-8153-2305-0.
- Irwin H. Segel. Enzyme Kinetics: Behavior and Analysis of Rapid Equilibrium and Steady-State Enzyme Systems (Book 44 изд.). Wiley Classics Library. ISBN 0471303097.
- William P. Jencks (1987). Catalysis in Chemistry and Enzymology. Dover Publications. ISBN 0486654605.

## Spoljašnje veze
- Prosolanapyrone-II+oxidase на 